# 圣达尼老圣殿 (卢布林)
圣达尼老圣殿（Bazylika św. Stanisława Biskupa Męczennika）是一座罗马天主教宗座圣殿，位于波兰卢布林，是该市最古老的教堂之一。

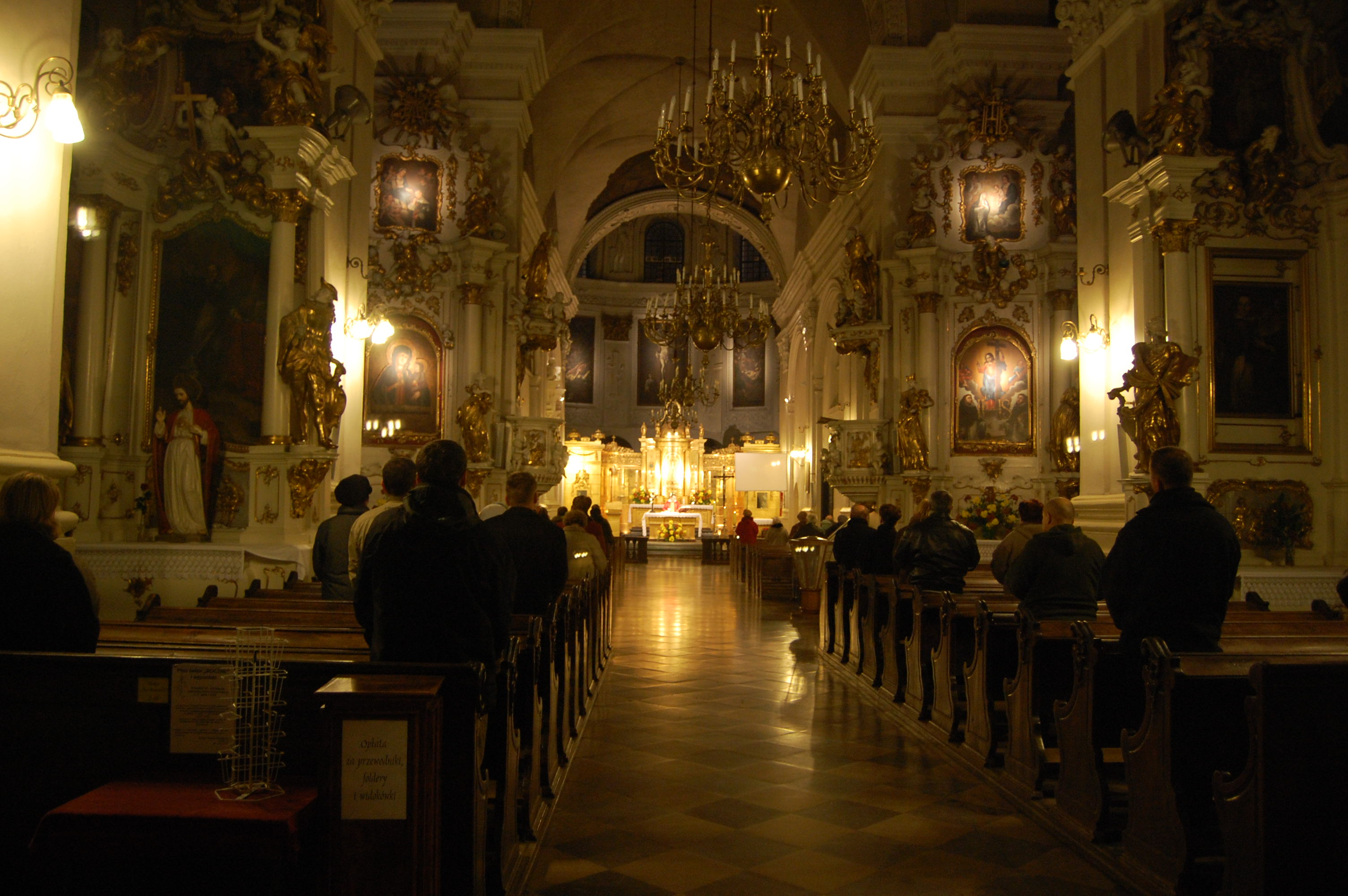

1967年，该堂升为宗座圣殿。